# Rio Perimbó
O rio Perimbó é um rio brasileiro do estado de Santa Catarina. 